# بيتي جيمسون
بيتي جيمسون (بالإنجليزية: Betty Jameson)‏ هي لاعبة غولف أمريكية، ولدت في 9 مايو 1919 في نورمان في الولايات المتحدة، وتوفيت في 7 فبراير 2009.

## وصلات خارجية
- بيتي جيمسون على موقع الموسوعة البريطانية (الإنجليزية)